# Jan Sobiło
Jan Sobiło (Nisko, 31 de maio de 1962) é um bispo auxiliar em Kharkiv-Zaporizhia.
O Bispo de Lublin, Bolesław Pylak, ordenou-o sacerdote em 13 de dezembro de 1986. 
Papa Bento XVI nomeou-o em 30 de outubro de 2010 bispo auxiliar em Kharkiv-Zaporischschja e bispo titular de Bulna. O bispo de Kharkiv-Zaporizhia, Marian Buczek, o ordenou bispo em 8 de dezembro do mesmo ano; Os co-consagradores foram Ivan Jurkovič, Núncio Apostólico na Ucrânia, e Mieczysław Mokrzycki, Arcebispo de Lviv. Como lema escolheu Deus Pater Misericors.